# St. Hubertus (Nonnweiler)
Koordinaten: 49° 36′ 22,1″ N, 6° 58′ 18,5″ O

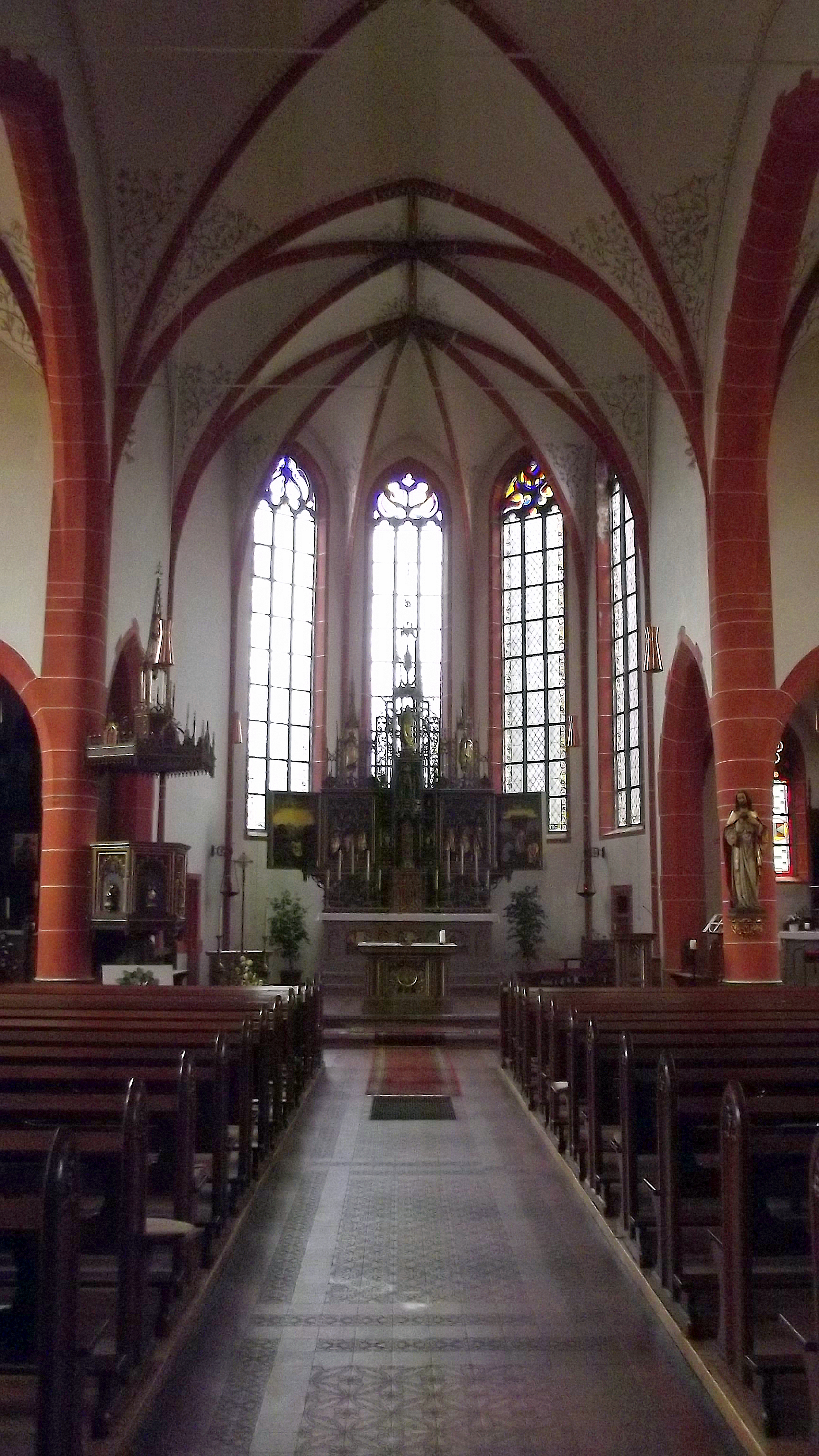
Blick Richtung Chorraum

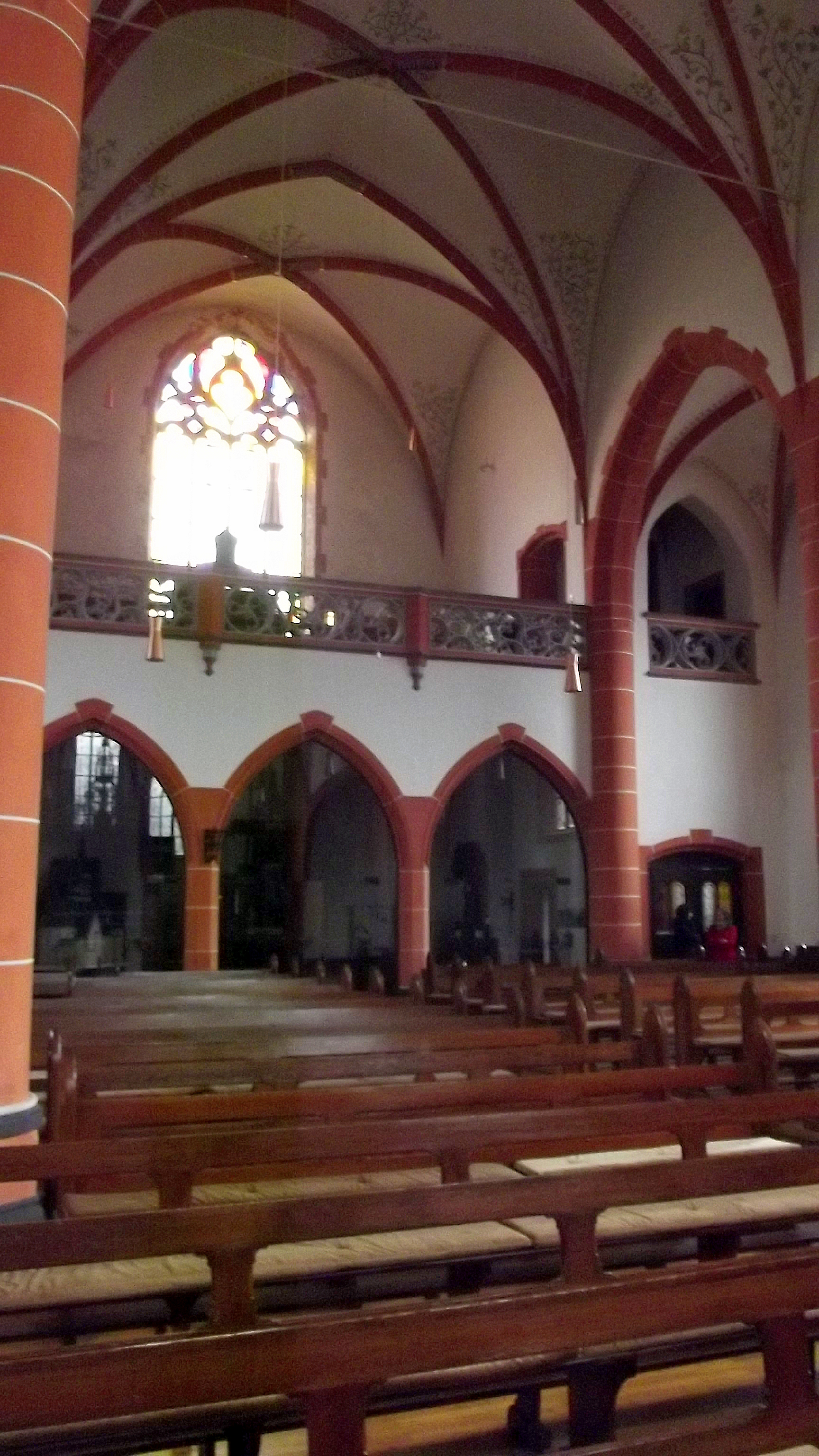
Blick zur Empore

Die Kirche St. Hubertus – wegen ihrer Größe sowie ihrer Lage im Hochwald
mitunter auch Hochwalddom genannt – ist eine katholische Pfarrkirche in Nonnweiler im Saarland. In der Denkmalliste des Saarlandes ist die Kirche als Einzeldenkmal aufgeführt.

## Geschichte
Dem Trierer Erzbischof Hetti (814–847) waren die nicht trierischen Tholeyer ein Dorn im Auge, da sie Lothringer waren. Daher beschloss er, das Gebiet um das heutige Nonnweiler zu erschließen, indem das Nonnenkloster Pfalzel es kolonisierte, woher auch der Name der Stadt stammt. Seit Mitte des 9. Jahrhunderts existiert daher die Pfarrei Nonnweiler. Einer der Vorgängerbauten der heutigen Kirche St. Hubertus stammt vermutlich aus dieser Zeit. Ein Hinweis auf das hohe Alter ist die Tatsache, dass Hubertus Patron der Kirche ist, was oft bei sehr alten Kirchenbauten der Fall ist.
Aufbauend auf dem Kult um den sogenannten Hubertusschlüssel (siehe unten) entwickelte sich Nonnweiler zu einem vielbesuchten Wallfahrtsort. Nachweislich kamen in dieser Zeit mehrere tausend Pilger jährlich nach Nonnweiler. Zur Abfertigung der Pilger und zur Durchführung des mit dem Hubertusschlüssel verbundenen Rituals wurde die „Hubertusbruderschaft“ gegründet, die erstmals 1516 erwähnt wurde. Die Hubertusbruderschaft und der Wallfahrtsort Nonnweiler waren sogar dem Papst bekannt.
1828 wurde die Anwendung des Hubertusschlüssels sowie die Wallfahrt nach Nonnweiler von der bischöflichen Verwaltung in Trier verboten. Das bischöfliche Verbot setzte jedoch nicht nur einem alten Brauchtum ein Ende, sondern es bedeutete auch einen enormen Rückschlag für die wirtschaftliche Entwicklung des Ortes.
Die heutige Kirche St. Hubertus wurde erst 1900–1902 vom Mainzer Dombaumeister Ludwig Becker im neogotischen Stil erbaut.
Im Jahr 1984 beschädigte ein Brand die Kirche so schwer, dass das Dach vollständig abbrannte und die Glocken durch den Turm herabfielen. Glücklicherweise hielt das Gewölbe jedoch stand, sodass die reiche Innenausstattung gerettet werden konnte.

## Architektur
Der Zentralbau des Gebäudes misst 33 m. Der Kirchturm ist 54 m hoch, der sogenannte Hubertusturm über der Vierung misst nur 37,50 m. Die Halle ist dreischiffig mit einem kurzen Querschiff, Vorchorjoch und Fünfzwölftelschluss. Das Gewölbe wird von sechs 1,20 m starken Sandsteinsäulen getragen. Der wehrhafte Westturm mit seinem hohen und verschieferten Spitzhelm, mit kleinen Ecktürmchen verziert, ist ortsbildprägend. In seinem Innern befinden sich vier Glocken.
Die großen Wandflächen aus grob behauenem heimischem Steinmaterial unterstützen durch ihre wechselhafte Färbung die malerische Gesamtwirkung des Kirchengebäudes. Das Hauptportal wird von verschiedenen Nagelsorten, die alle in hiesigen Nagelschmieden angefertigt wurden, verziert.

## Ausstattung
Die Altäre stammen aus der Erbauungszeit. Der elf Meter hohe Hochaltar stellt anschaulich die Heilsgeschichte sowohl des Alten als auch des Neuen Testamentes sowie auch die bedeutendsten Ereignisse im Leben des Kirchenpatrons Hubertus dar. In einem Schrein in der Kirche befinden sich das Hubertushorn und der Hubertusschlüssel.
Außen am Chor gegenüber der Grabgruft von Beulwitz befindet sich ein kunsthistorisch kostbares Grabdenkmal in Form eines kleinen Obelisken aus dem Jahre 1836 mit der Inschrift „Carl Richard Gottbill“. Es erinnert an den ehemaligen Hüttenherrn der Mariahütte und Bürgermeister von Trier.

## Orgel

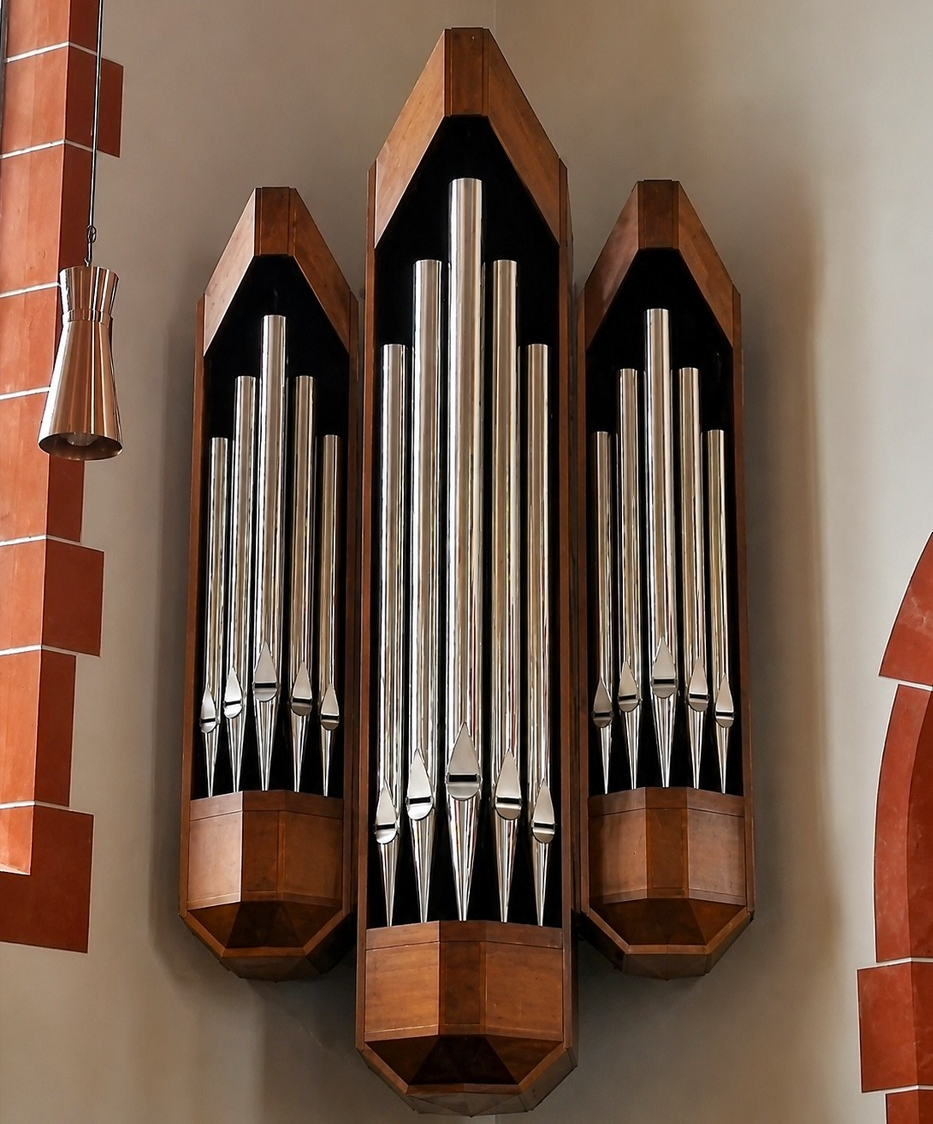
Elektronische Ahlborn-Orgel

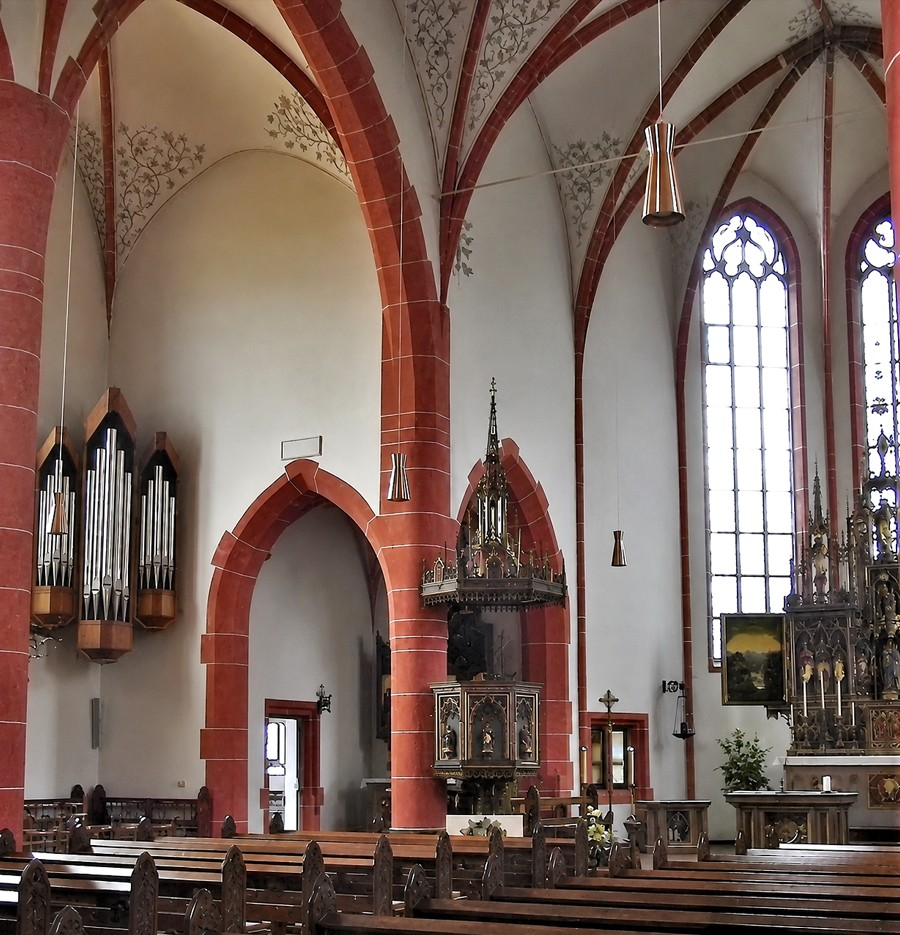
Blick durch die Kirche Richtung Orgel

Die Orgel der Kirche ist ein digitales Instrument, das 1984 durch die Firma Ahlborn im Querhaus aufgestellt wurde. Ein kleiner Orgelprospekt hängt in der vorderen Ecke des Querschiffs und beherbergt die Lautsprecher, während der Spieltisch an der Rückwand des Querhauses steht. Die Disposition lautet wie folgt:
| I Hauptwerk C–c4 |                |     |
| 1.               | Bordun         | 16′ |
| 2.               | Prinzipal      | 8′  |
| 3.               | Koppelflöte    | 8′  |
| 4.               | Oktave         | 4′  |
| 5.               | Spitzflöte     | 4′  |
| 6.               | Superoktave    | 2′  |
| 7.               | Sesquialter II |     |
| 8.               | Mixtur IV      |     |
| 9.               | Trompete       | 8′  |

| II Schwellwerk C–c4 |             |        |
| 10.                 | Gedackt     | 8′     |
| 11.                 | Gamba       | 8′     |
| 12.                 | Vox celeste | 8′     |
| 13.                 | Prinzipal   | 4′     |
| 14.                 | Gemshorn    | 4′     |
| 15.                 | Nasard      | 2 ⁄3′  |
| 16.                 | Blockflöte  | 2′     |
| 17.                 | Terz        | 1 3⁄5′ |
| 18.                 | Scharff III |        |
| 19.                 | Oboe        | 8′     |

| Pedal C–f1 |               |     |
| 20.        | Prinzipalbass | 16′ |
| 21.        | Subbass       | 16′ |
| 22.        | Oktavbass     | 8′  |
| 23.        | Gedacktbass   | 8′  |
| 24.        | Oktave        | 4′  |
| 25.        | Mixtur IV     |     |
| 26.        | Contrafagott  | 16′ |
| 27.        | Regal         | 4′  |

- Koppeln: II/I, I/P, II/P
- Spielhilfen: 5 Kombinationen, Piano, Mezzoforte, Forte, Tutti, Alles Ab, Crescendotritt, Transposer + 3HT / - 6 HT, Lautstärkeregler für jedes Teilwerk

## Reliquien
Besonders wertvolle Kulturgüter der Kirche sind das Hubertushorn und der Hubertusschlüssel. Bei Letzterem handelt es sich um ein Brenneisen, mit dem Bisswunden von Tieren geheilt wurden.
Der Hubertusschlüssel wurde erstmals im 12. Jahrhundert erwähnt.

## Umgebung
Vor der Kirche steht eine Skulptur, welche den Hubertusschlüssel darstellt. In unmittelbarer Nähe befindet sich auch das Rathaus von Nonnweiler.